# Prohibido amar
Prohibido amar est une telenovela mexicaine diffusée entre le 7 octobre 2013 et le 7 février 2014 sur Azteca 13.

## Distribution
- Rossana Nájera : Gabriela Ramírez
- Marco de Paula : Rafael Hernández Cosío
- Fernando Ciangherotti : Ignacio Aguilera O.
- Anna Ciocchetti : Alicia Cosío
- Iliana Fox : Laura Saldivar
- Andrea Martí : Olga Ramírez
- María José Magán : Rosario Sandoval
- Ari Telch : Salomón Aguilera
- Claudia Lobo : Cecilia Romero
- Eduardo Arroyuelo : Guillermo Aguilera
- Fabián Corres : Mauricio
- Cinthia Vázquez : Nina Hernández Cosío
- Emilio Guerrero : León Ramírez
- Hernán Mendoza : Félix
- Sandra Quiroz : Lorena Jurado
- Juan Martín Jaurégui : Marcos Roldán
- Giovanna Romo : Andrea
- Daniela : Tatiana
- Carlos Díaz : Emiliano
- Ale Ley : Maclovia
- Pascasio López : Celso
- Carlos Hays

## Diffusion internationale
- Azteca 13
- Azteca America
- Azteca Guatemala
- Telesistema 11
- Astro Bella
- Zone Romantica

## Autres versions
- La sombra del deseo (Caracol Televisión, 1995-1996)

### Sources
- (es) Cet article est partiellement ou en totalité issu de l’article de Wikipédia en espagnol intitulé « Prohibido amar » (voir la liste des auteurs).